# Wilf Chadwick
Wilfred „Wilf“ Chadwick (* 7. Oktober 1900 in Bury; † 14. Februar 1973 ebenda) war ein englischer Fußballspieler.

## Sportlicher Werdegang
Nachdem Chadwick sich beim FC Bury nicht durchsetzen konnte, lief er zunächst im Non-League football auf und spielte für den FC Nelson in der Central League. Von Rossendale United kam er 1922 zum FC Everton in die First Division und etablierte sich als Stürmer beim Liverpooler Klub, bei dem er in der Spielzeit 1923/24 mit 28 Saisontoren zum Torschützenkönig der englischen Meisterschaft avancierte. In der Folge konnte er jedoch den Erfolg nicht bestätigen und wurde im November 1925 zu Leeds United transferiert. Bei seinem neuen Klub konnte er sich nicht als Stammspieler durchsetzen und lief ab Sommer 1926 für die Wolverhampton Wanderers in der Second Division auf. Hier traf er jeweils zweistellig. Dennoch wechselte er nach drei Spielzeiten innerhalb der zweithöchsten Spielklasse zu Stoke City, verpasste dort aber erneut, sich durchzusetzen. Ab 1930 ließ er bei Halifax Town in der Third Division North die Karriere ausklingen.